# Kinetoskias beringi
Kinetoskias beringi är en mossdjursart som beskrevs av Arnold Girard Kluge 1953. Kinetoskias beringi ingår i släktet Kinetoskias och familjen Bugulidae. Inga underarter finns listade i Catalogue of Life.